# Natação no Campeonato Europeu de Esportes Aquáticos de 2016 - 50 m borboleta feminino
A prova dos 50 metros borboleta feminino da natação no Campeonato Europeu de Esportes Aquáticos de 2016 ocorreu nos dias 16 e 17 de maio em Londres, no Reino Unido. 

## Calendário
| Fase          | Data       | Hora  |
| ------------- | ---------- | ----- |
| Eliminatórias | 16 de maio | 10:28 |
| Semifinal     | 16 de maio | 18:11 |
| Final         | 17 de maio | 18:21 |

Todos os horários estão no horário local (UTC+0)

## Recordes
Antes desta competição, os recordes eram os seguintes:
| Recorde mundial       | Sarah Sjöström | 24.43 | Boras  | 5 de julho de 2014   |
| Recorde europeu       | Sarah Sjöström | 24.43 | Boras  | 5 de julho de 2014   |
| Recorde do campeonato | Sarah Sjöström | 24.87 | Berlim | 18 de agosto de 2014 |

## Medalhistas
| Ouro                 | Prata                  | Bronze                  |
| Sarah Sjöström (SWE) | Jeanette Ottesen (DEN) | Francesca Halsall (GBR) |

## Resultados

### Eliminatórias
Esses foram os resultados das eliminatórias. 
| Pos. | Bateria | Raia | Nadadora               | Nacionalidade        | Tempo | Notas |
| ---- | ------- | ---- | ---------------------- | -------------------- | ----- | ----- |
| 1    | 5       | 4    | Sarah Sjöström         | Suécia               | 25.59 | Q     |
| 2    | 4       | 4    | Jeanette Ottesen       | Dinamarca            | 25.80 | Q     |
| 2    | 5       | 5    | Ranomi Kromowidjojo    | Países Baixos        | 25.80 | Q     |
| 4    | 3       | 4    | Francesca Halsall      | Reino Unido          | 26.01 | Q     |
| 5    | 5       | 6    | Therese Alshammar      | Suécia               | 26.05 | Q     |
| 6    | 4       | 5    | Maaike de Waard        | Países Baixos        | 26.32 | Q     |
| 7    | 5       | 2    | Nastja Govejšek        | Eslovênia            | 26.36 | Q     |
| 8    | 3       | 5    | Mélanie Henique        | França               | 26.38 | Q     |
| 9    | 3       | 6    | Kimberly Buys          | Bélgica              | 26.41 | Q     |
| 10   | 5       | 3    | Anna Dowgiert          | Polónia              | 26.44 | Q     |
| 11   | 3       | 3    | Elena Gemo             | Itália               | 26.46 | Q     |
| 12   | 4       | 3    | Emilie Beckmann        | Dinamarca            | 26.47 | Q     |
| 13   | 4       | 6    | Silvia Di Pietro       | Itália               | 26.52 | Q     |
| 14   | 4       | 1    | Lucie Svěcená          | Chéquia              | 26.65 | Q     |
| 15   | 5       | 8    | Kim Busch              | Países Baixos        | 26.66 |       |
| 16   | 3       | 0    | Bryndis Hansen         | Islândia             | 26.68 | Q     |
| 17   | 3       | 2    | Anna Ntountounaki      | Grécia               | 26.74 | Q     |
| 18   | 4       | 2    | Marie Wattel           | França               | 26.90 |       |
| 19   | 2       | 4    | Mimosa Jallow          | Finlândia            | 26.92 |       |
| 19   | 5       | 1    | Darya Stepanyuk        | Ucrânia              | 26.92 |       |
| 21   | 5       | 7    | Kristel Vourna         | Grécia               | 26.95 |       |
| 21   | 3       | 8    | Amit Ivry              | Israel               | 26.95 |       |
| 23   | 3       | 9    | Keren Siebner          | Israel               | 26.96 |       |
| 24   | 4       | 7    | Sviatlana Khakhlova    | Bielorrússia         | 27.10 |       |
| 25   | 2       | 5    | Ilaria Bianchi         | Itália               | 27.14 |       |
| 26   | 2       | 2    | Anna Kolářová          | Chéquia              | 27.19 |       |
| 26   | 5       | 0    | Katarína Listopadová   | Eslováquia           | 27.19 |       |
| 28   | 4       | 8    | Svenja Stoffel         | Suíça                | 27.30 |       |
| 29   | 5       | 9    | Emilia Pikkarainen     | Finlândia            | 27.34 |       |
| 30   | 2       | 8    | Amina Kajtaz           | Bósnia e Herzegovina | 27.37 |       |
| 30   | 2       | 1    | Laura Stephens         | Reino Unido          | 27.37 |       |
| 32   | 4       | 0    | Barbora Mišendová      | Eslováquia           | 27.39 |       |
| 33   | 2       | 3    | Gabriela Ņikitina      | Letônia              | 27.46 |       |
| 34   | 3       | 7    | Sasha Touretski        | Suíça                | 27.47 |       |
| 35   | 1       | 5    | Susann Bjoernsen       | Noruega              | 27.64 |       |
| 36   | 1       | 4    | Dobromira Ivanova      | Bulgária             | 27.72 |       |
| 37   | 4       | 9    | Fanny Teijonsalo       | Finlândia            | 27.82 |       |
| 38   | 2       | 6    | Caroline Pilhatsch     | Áustria              | 27.83 |       |
| 39   | 2       | 0    | Lisa Katharina Hoepink | Alemanha             | 27.86 |       |
| 40   | 2       | 7    | Tessa Nurminen         | Finlândia            | 27.90 |       |
| 41   | 2       | 9    | Gizem Bozkurt          | Turquia              | 28.09 |       |
| 42   | 1       | 3    | Margaret Markvardt     | Estónia              | 28.11 |       |
| 43   | 1       | 6    | Esra Kuebra Kacmaz     | Turquia              | 28.30 |       |
| 44   | 1       | 2    | Nida Eliz Üstündağ     | Turquia              | 28.55 |       |
| 45   | 1       | 7    | Ana-Maria Damjanovska  | Macedônia do Norte   | 29.53 |       |
| 46   | 3       | 1    | Anna Santamans         | França               | DNS   |       |

### Semifinal
Esses foram os resultados das semifinais. 
Semifinal 1
| Pos. | Raia | Nadadora          | Nacionalidade | Tempo | Notas |
| ---- | ---- | ----------------- | ------------- | ----- | ----- |
| 1    | 5    | Francesca Halsall | Reino Unido   | 25.35 | Q     |
| 2    | 4    | Jeanette Ottesen  | Dinamarca     | 25.70 | Q     |
| 3    | 3    | Maaike de Waard   | Países Baixos | 26.05 | Q     |
| 4    | 2    | Anna Dowgiert     | Polónia       | 26.10 | Q     |
| 5    | 6    | Mélanie Henique   | França        | 26.14 | Q     |
| 6    | 7    | Emilie Beckmann   | Dinamarca     | 26.40 |       |
| 7    | 1    | Lucie Svěcená     | Chéquia       | 26.49 |       |
| 8    | 8    | Anna Ntountounaki | Grécia        | 26.75 |       |

Semifinal 2
| Pos. | Raia | Nadadora            | Nacionalidade | Tempo | Notas |
| ---- | ---- | ------------------- | ------------- | ----- | ----- |
| 1    | 4    | Sarah Sjöström      | Suécia        | 25.42 | Q     |
| 2    | 5    | Ranomi Kromowidjojo | Países Baixos | 25.63 | Q     |
| 3    | 3    | Therese Alshammar   | Suécia        | 25.98 | Q     |
| 4    | 1    | Silvia Di Pietro    | Itália        | 26.31 |       |
| 5    | 6    | Nastja Govejšek     | Eslovênia     | 26.35 |       |
| 6    | 2    | Kimberly Buys       | Bélgica       | 26.36 |       |
| 7    | 7    | Elena Gemo          | Itália        | 26.44 |       |
| 8    | 8    | Bryndis Hansen      | Islândia      | 26.71 |       |

### Final
Esse foi o resultado da final. 
| Pos.              | Raia | Nadadora            | Nacionalidade | Tempo | Notas |
| ----------------- | ---- | ------------------- | ------------- | ----- | ----- |
| Medalha de ouro   | 5    | Sarah Sjöström      | Suécia        | 24.99 |       |
| Medalha de prata  | 6    | Jeanette Ottesen    | Dinamarca     | 25.44 |       |
| Medalha de bronze | 4    | Francesca Halsall   | Reino Unido   | 25.48 |       |
| 4                 | 3    | Ranomi Kromowidjojo | Países Baixos | 25.82 |       |
| 5                 | 2    | Therese Alshammar   | Suécia        | 26.01 |       |
| 6                 | 8    | Mélanie Henique     | França        | 26.12 |       |
| 7                 | 7    | Maaike de Waard     | Países Baixos | 26.18 |       |
| 8                 | 1    | Anna Dowgiert       | Polónia       | 26.22 |       |

Legenda
| Recorde mundial       | Recorde mundial (World record)               |                       | Recorde africano                      | Recorde africano (African) |                                           | Q | Classificado por posição (Qualified) |
| Recorde do campeonato | Recorde do campeonato (Championship record)  | Recorde da América    | Recorde da América (Americas)         | q                          | Classificado por melhor tempo (Qualified) |   |                                      |
| Melhor marca do ano   | Melhor marca do ano (World leading)          | Recorde asiático      | Recorde asiático (Asian)              | DNS                        | Não largou (Did not start)                |   |                                      |
| Recorde nacional      | Recorde nacional (National record)           | Recorde europeu       | Recorde europeu (European)            | DNF                        | Não terminou (Did not finish)             |   |                                      |
| Recorde pessoal       | Recorde pessoal do atleta (Personal best)    | Recorde da Oceania    | Recorde da Oceania (Oceania)          | DSQ / DQ                   | Desclassificado (Disqualified)            |   |                                      |
| Recorde da temporada  | Recorde da temporada do atleta (Season best) | Recorde sul-americano | Recorde sul-americano (South America) | NM                         | Sem marca (No mark)                       |   |                                      |